# مدرسه نصرت (همدان)
مدرسهٔ نصرت نام یکی از مدارس قدیم شهر همدان است. این مدرسهٔ دولتی بود و در سال(۱۲۹۵٫ش/۱۳۳۳٫ق) در همدان تأسیس شد. این مدرسه از آثار و موسسات حزب سوسیال دموکرات همدان به شمار می‌آمد که به گفته موسی نثری به همت جمعی از معارف خواهان همدانی دایر گردید. در تأسیس این مدرسه افراد دموکرات همدانی همچون فریدالدوله، علی محمدآزاد، موسی نثری، فریدالسلطان و غمام نقش به سزایی داشتند. بنابر آنچه فریدالدوله خود اشاره نموده، از سال(۱۳۳۱٫ق/۱۲۹۲٫ش) برای تأسیس مدرسه نصرت در همدان فعالیت کرده و از مردم اعانه می‌گرفته‌است. نخستین مدیر این مدرسه میرزا عطاالله خان از اعضا سوسیال- دموکرات همدان بود. پس از او فریدالدوله و بعد از وی شمس‌الله خان عهده‌دار این مقام شدند. فضای آموزشی مدرسه بعدها گسترش پیدا کرد و دارای ۸ کلاس شد و سرپرستی آن را هیئت «شورویه» به عهده گرفت و سپس نثری به ریاست مدرسه برگزیده شد. در سال۱۳۵۴٫ش نثری از مدیریت مدرسه نصرت به ریاست معارف همدان رسید. در این زمان او کوشید دوره اول متوسطه نصرت را کامل سازد و به همین منظور جایگاهی را برای آن مدرسه خرید و مردم را تشویق کرد که فرزندانشان را به آن مدرسه بفرستند. مدرسه نصرت یکی از مهمترین و قدیمی‌ترین مدارس همدان بود که در آن معارف و مشاهیر شهر جمع شده و به تعلیم و تعلم می‌پرداختند.